# Ágios Nikólaos (ort i Grekland, Joniska öarna)
Ágios Nikólaos (Agios Nikolaos) är en ort i Grekland.   Den ligger i prefekturen Nomós Kerkýras och regionen Joniska öarna, i den västra delen av landet, 400 km väster om huvudstaden Aten. Ágios Nikólaos ligger 13 meter över havet och antalet invånare är 315. Den ligger på ön Korfu.
Terrängen runt Ágios Nikólaos är platt åt sydost, men åt nordväst är den kuperad. Havet är nära Ágios Nikólaos norrut. Närmaste större samhälle är Perivóli, 2,9 km sydost om Ágios Nikólaos. 